# 995
| Calendário gregoriano                                                        | 995 CMXCV                                             |
| Ab urbe condita                                                              | 1748                                                  |
| Calendário arménio                                                           | 444 – 445                                             |
| Calendário bahá'í                                                            | -849 – -848                                           |
| Calendário budista                                                           | 1539                                                  |
| Calendário chinês                                                            | 3691 – 3692 Início a 3 de fevereiro (aproximadamente) |
| Calendário copta                                                             | 711 – 712                                             |
| Calendário etíope                                                            | 987 – 988                                             |
| Calendários hindus - Vikram Samvat - Calendário nacional indiano - Cáli Iuga | 1050 – 1051 916 – 917 4095 – 4096                     |
| Calendário Holoceno                                                          | 10995                                                 |
| Calendário islâmico                                                          | 385 – 386                                             |
| Calendário judaico                                                           | 4755 – 4756                                           |
| Calendário persa                                                             | 373 – 374                                             |
| Calendário rúnico                                                            | 1245                                                  |
| Calendário solar tailandês                                                   | 1538                                                  |

995 (CMXCV, na numeração romana) foi um ano comum do século X do Calendário Juliano, da Era de Cristo, teve início a uma terça-feira e terminou também a uma terça-feira e a sua letra dominical foi F (52 semanas).
No território que viria a ser o reino de Portugal estava em vigor a Era de César que já contava 1033 anos.
| Ano completo                       |
| ---------------------------------- |
| Ano comum com início à terça-feira |

## Eventos
- Olavo Tryggvason é coroado rei da Noruega e constrói a primeira igreja do país.

## Nascimentos
- Rei Canuto, o Grande da Dinamarca, Inglaterra e Noruega
- Berengário Raimundo "O Curvo", conde de Barcelona, de Ausona e de Girona. Faleceu em 26 de Maio de 1035.
- Damásio de Semur, Barão de Semur, m. 1048.

## Mortes
- Garcia Fernandes, conde de Castela, «o das Mãos Brancas» (n 930).
- Minamoto no Shigenobu (源雅信, n. 922 , conhecido como Sadaijin Rokujō), era um Kugyō (nobre) do período Heian da história do Japão .